# 合众国际社

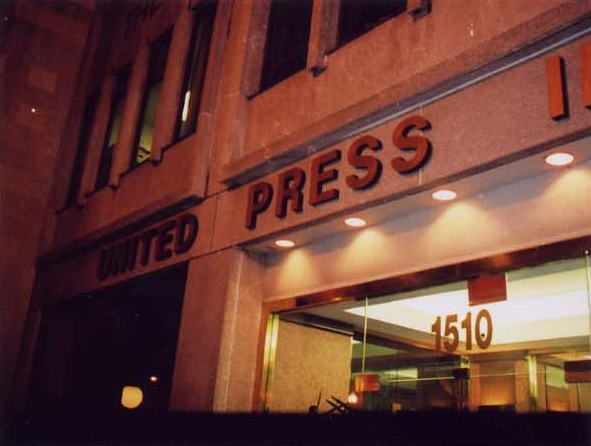
合众国际社总部

合众国际社（英文：United Press International，縮寫：UPI），美国通讯社之一，总部位於美国佛罗里达州博卡拉頓，使用英文、西班牙文和阿拉伯文向世界各地发布新闻和评论。其前身為1907年成立的合眾通訊社（United Press Associations）。
1958年4月28日，合眾通訊社與國際通訊社（International News Service）合併為合众国际社。1991年，合众国际社不敵路透社與美聯社的競爭，宣告破產。1992年，沙烏地阿拉伯企業家集團收購合众国际社，合众国际社復業。2000年5月15日，統一教會出資的世界新闻通讯宣布收購合众国际社。2002年9月26日，韓國《世界日報》社長郭錠煥接任合众国际社社長。

## 外部連結
- 官方网站